# Austrocylindropuntia floccosa
Az Austrocylindropuntia floccosa egy kaktusz, elterjedési területén köznapi elnevezése huaraco. Virága sárga, narancssárga színű.

## Elterjedése
Az Austrocylindropuntia floccosa Észak-Peru és Bolívia felföldjein él, mintegy 3500–4700 m-es tengerszint feletti magasságban, főként száraz völgyekben és sziklás lejtőkön.

## Hasznosítása
A huaracót mezőgazdasági területek köré sűrűn ültetve kerítésként szolgál, gyümölcse ehető.